# Паризька волость
Паризька волость — історична адміністративно-територіальна одиниця Аккерманського повіту Бессарабської губернії.
Станом на 1886 рік — складалася з 1 поселення, 1 сільської громади. Населення — 2022 особи (1049 осіб чоловічої статі та 973 — жіночої), 187 дворових господарств.
|                     | Площа, десятин | У тому числі орної, дес. |
| ------------------- | -------------- | ------------------------ |
| Сільських громад    | 6975           | 3326                     |
| Приватної власності | —              | —                        |
| Казенної власності  | —              | —                        |
| Іншої власності     | —              | —                        |
| Загалом             | 6975           | 3326                     |

Поселення волості:
- Париж — колонія німців при річці Кушивник за 90 верст від повітового міста, 2022 особи, 187 дворів, лютеранська церква, поштова станція, 3 лавки.